# Особняк де Бура
Особняк де Бура — историческое здание в Баку.
В прошлом — дом, принадлежавший одному из бакинских нефтяных миллионеров XIX —начала XX века П. О. Гукасову.
Особняк, расположенный на улице Ниязи (бывшая Садовая), построен в 1891—1895 годах архитектором, городским инженером отставным полковником Николаем фон дер Нонне и гражданским инженером Антоном Кандиновым.
В 1951 году в первом корпусе особняка по распоряжению Мирджафара Багирова разместился Азербайджанский национальный музей искусств.

## История

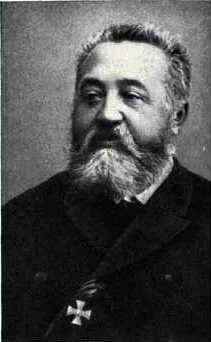
Архитектор особняка Н. А. фон дер Нонне

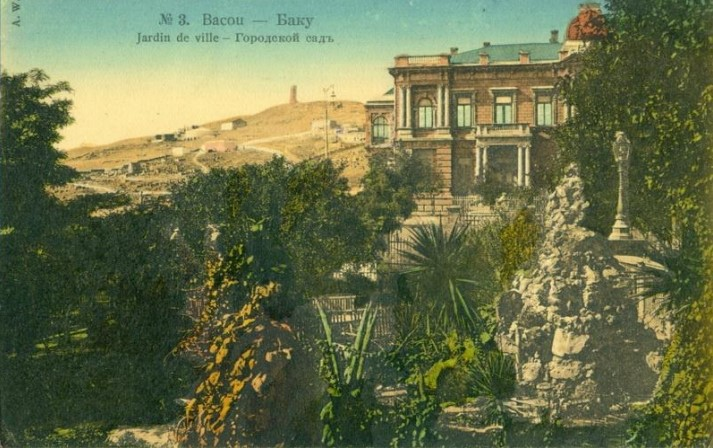
Вид особняка с Губернаторского сада в 1900-е года

Разрешение на строительство особняка было дано городским головой С. И. Деспот-Зеновичем 31 августа 1888 года. Однако, в 1889 году, ещё до начала строительства, де Бур неожиданно умер.
В январе 1891 года наследники продали участок на Садовой, отведённый под строительство особняка, на котором был заложен только фундамент,  компании «Каспийское товарищество» за 16 000 рублей и он стал частной собственностью общества. Акционерами было решено построить здание для конторы общества. В связи с этим, архитектору пришлось внести некоторые изменения в проект. В фасадной части были построены два входа с балконами вместо одного. Балконы выходили на Садовую улицу и с них открывался вид на Михайловский сад (ныне — Сад Филармонии).
Постройку здания датируют 1891 и 1893 годом. Дом «Каспийского товарищества» был окончательно построен к 1895 году. На здании находился медальон с буквами «КТ», который в ходе одного из ремонтов был уничтожен. В этом[каком?] году умер соучредитель «Каспийского товарищества» С. И. Багиров и его заменил в делах его зять П. О. Гукасов. В 1896 году в одной из частей дома поселился с семьёй директор правления Товарищества, один из четырёх братьев Гукасовых — Аршак Осипович. В 1898 году туда также переселилась семья П. О. Гукасова. В эти годы в здании случился пожар.
С 31 июня 1918 года по август 1919 года власть в Баку находилась в руках Диктатуры Центрокаспия. Правительство пригласило англичан для обороны от Кавказской исламской армии. В здании особняка располагался штаб английского командования, возглавляемый генералом В. М. Томсоном.
В 1921 году, через год после установления советской власти в Азербайджане, в здании разместился Совет Народных Комиссаров Азербайджанской ССР. Тогда же Нариман Нариманов, избранный его председателем, переехал в особняк Де Бура. Семья Наримана Нариманова жила на втором этаже особняка.
В 1925—1939 годах улица Садовая носила имя Нариманова.
В 1933 году в особняке поселился первый секретарь ЦК АКП(б) Мир Джафар Багиров.
В 1930-х годах была проведена реконструкция здания. 7 мая 1935 года ниже дома со стороны моря был открыт новый сквер имени Нариманова. В 1939 году улица опять была переименована в улицу Чкалова.
В 1951 году Мир Джафар Багиров передал особняк  образованному в октябре 1937 года Музею искусств (сейчас —— Азербайджанский национальный музей искусств им. Р. Мустафаева).

## Структура

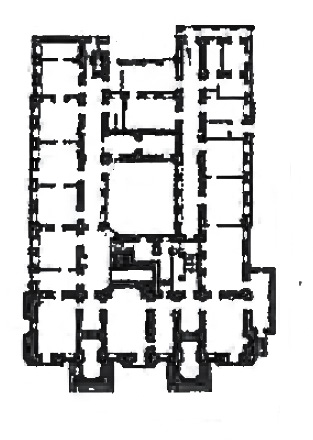
Особняк де Бура - план первого этажа

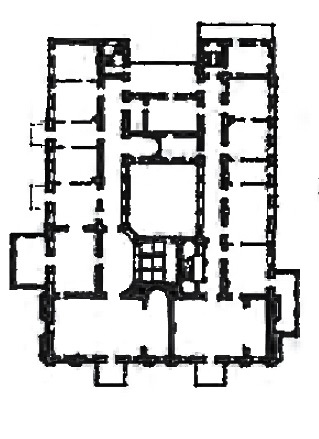
Особняк де Бура - план второго этажа

Особняк де Бура отличается индивидуальностью планового и архитектурного решений. Анфилада помещений заканчивается залами, окна которых обращены на главный фасад. Главный фасад со стороны ул. Ниязи (бывшая Садовая), расчлененный на два этажа стилобатом вдоль всего корпуса, имеет три оси, подчеркнутые неглубокими ризалитами. Торжественность особняку придали хорошо прорисованные классические элементы, пластические средства (портики) на фоне рустовки.
Здание фон дер Нонне считается первой попыткой объемно-пространственного решения жилого дома путём использования портиков на главном фасаде. Интерьер украшен классическими мотивами с участием венецианских зеркал и полукруглых арок. Стены разделены на панели.
Особняк де Бура в условиях Баку обладает редким качеством — он прекрасно обозревается. Эти положительные особенности здания стали еще сильнее ощущаться после произведенной в 1930-х годах реконструкции окружения и создания сквера.

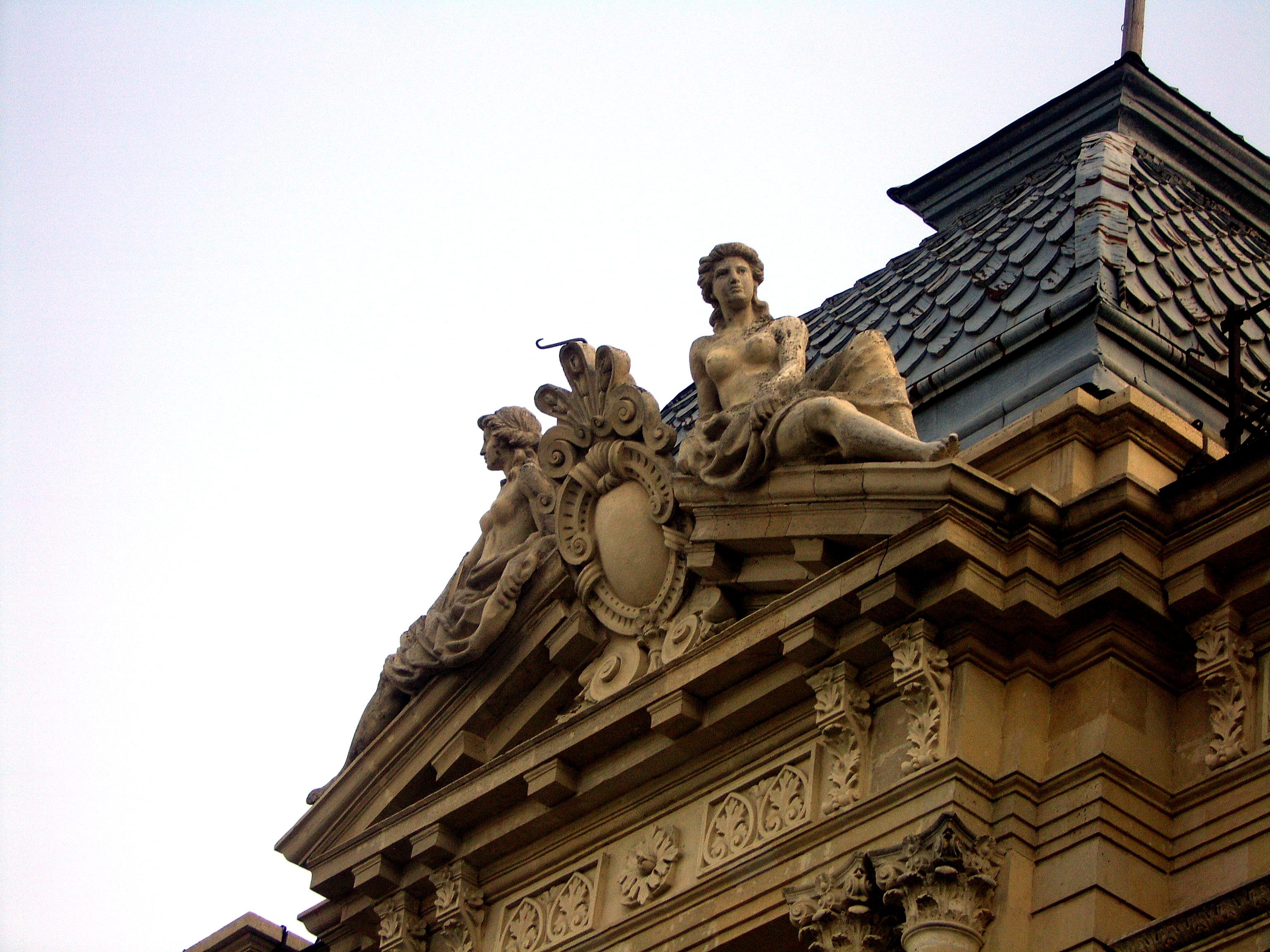
Медальон
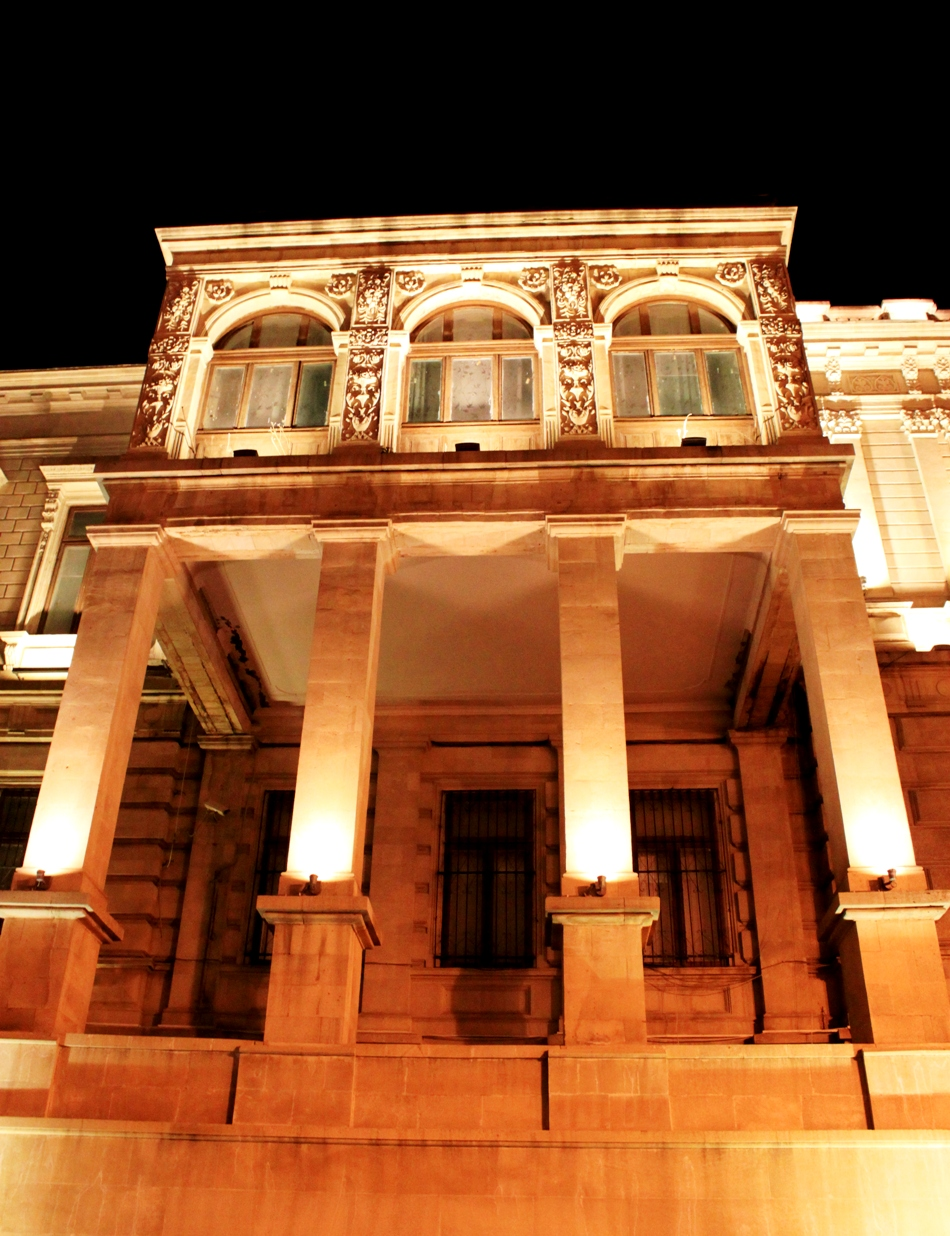
Портик
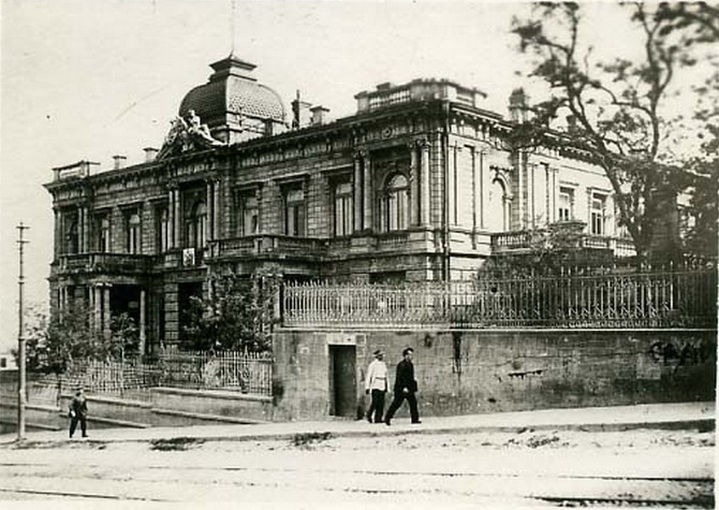
Первый корпус особняка
Вид с ул. Ниязы
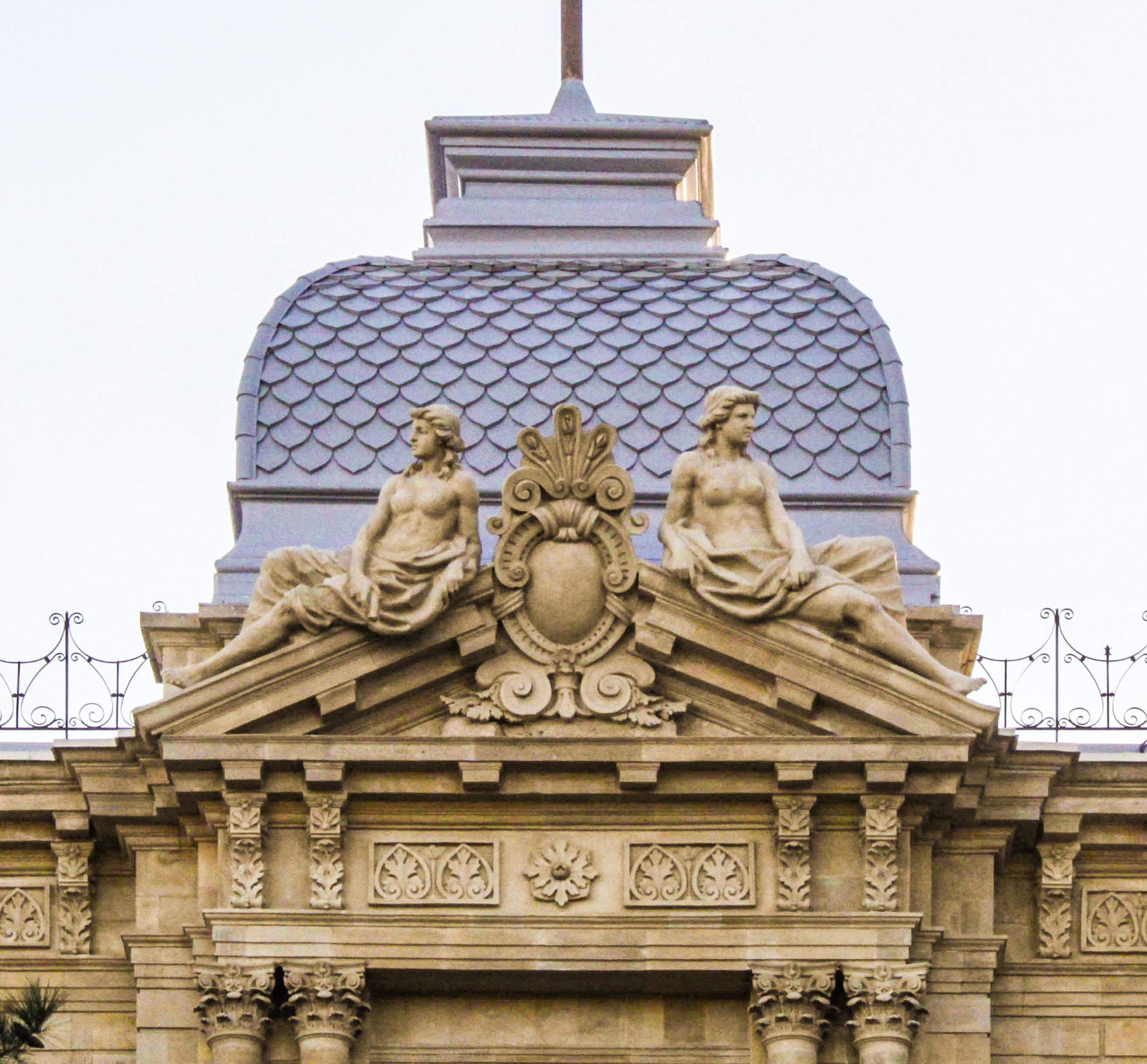
Kупол
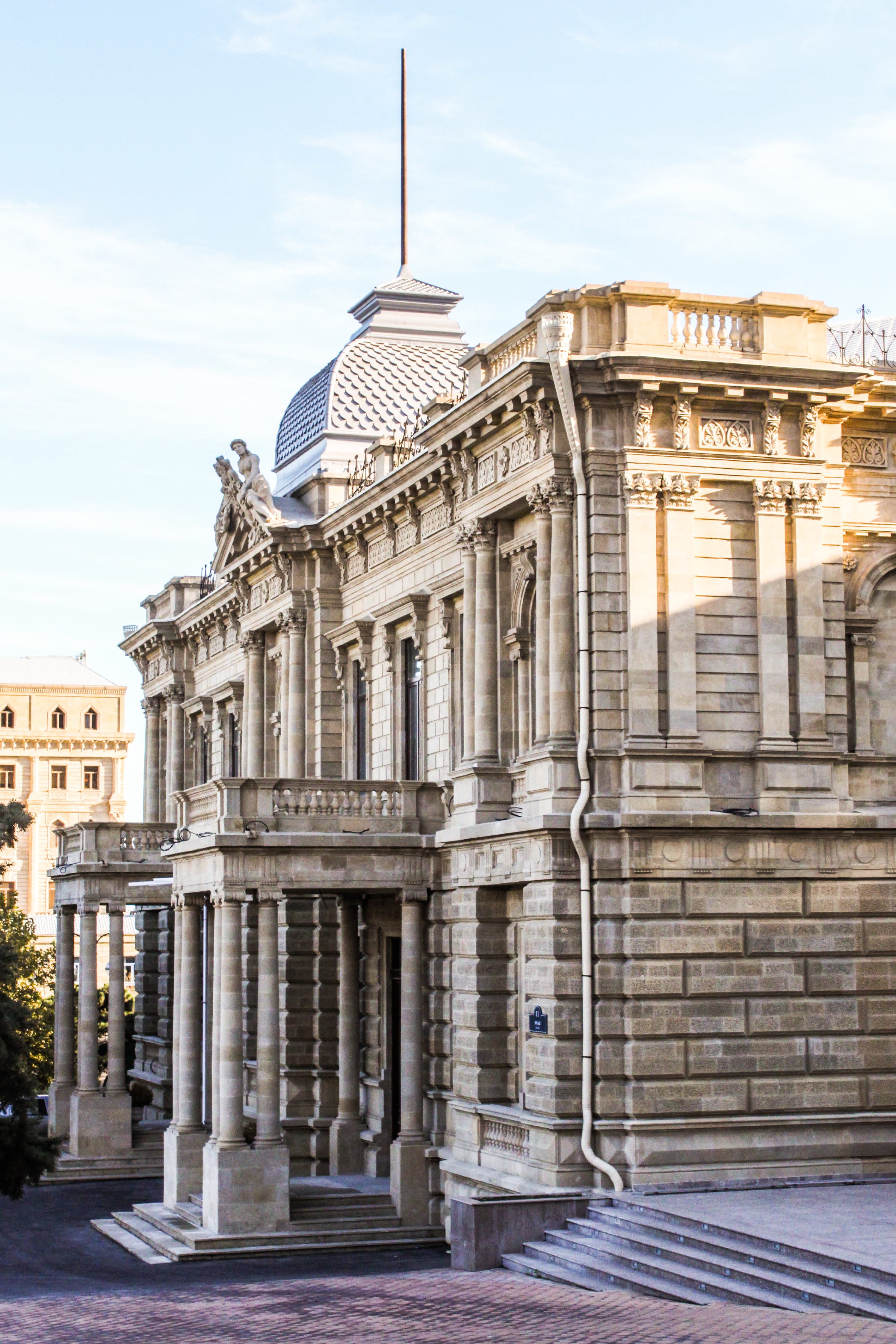
Вид главного фасада